# Cryptochironomus subfusiformis
Cryptochironomus subfusiformis är en tvåvingeart som först beskrevs av Jean-Jacques Kieffer 1923.  Cryptochironomus subfusiformis ingår i släktet Cryptochironomus och familjen fjädermyggor. Inga underarter finns listade i Catalogue of Life.